# Список правителей Черногории
Правители Черногории известны с X века. В список включены правители феодальных образований, располагавшихся на территории Черногории с X века, когда на её территории сформировалось государство Дукля, и до 1918 года, когда Черногория вошла в состав Королевства сербов, хорватов и словенцев, а также президенты Республики Черногории. Государства располагаются в порядке их образования, их правители отсортированы в хронологическом порядке. Жирным шрифтом в таблицах выделены даты периодов с преимущественным политическим влиянием описываемого лица (важно при наличии его соправителей). Курсивом выделены правители феодальных образований, не принадлежащие к правящей династии.

## Дукля
Во второй половине X века на территории современной Черногории формируется княжество Дукля, зависимое от Византии. Во главе государства встала династия Властимировичей (Петровичей), в начале XI века сменённая Воиславлевичами. При Воиславлевичах Дукля обрела независимость от Византии (середина XI века). В это время в качестве названия государства всё чаще начинает употребляться слово Зета (возможно, от древнеслав. жнец). В 1077 году князь Михайло Воиславлевич принял титул короля. Около 1101 года после смерти Константина Бодина королевство распалось на три независимые части — Дуклю (Зету), Рашку и Босну. Государство Дукля прекратило своё существование в 1186 году после прекращения династии Воиславлевичей и было присоединено к княжеству Рашка.

## Зета
В 1356 году в ходе распада Сербского царства (до 1346 года — Рашка) образовалось княжество Зета, во главе которого встала династия Балшичей. В 1421 году после смерти Балши III княжество было присоединено к Сербской деспотии. В 1439 году Зета стала протекторатом Венеции. В это время в регионе чрезвычайно усиливается местный феодальный род Черноевичей. В 1451 году княжество Зета во главе с Стефаном I Черноевичем вновь становится независимым от Сербии. В 1482 году князь Иван I Черноевич перенёс столицу в город Цетинье. В это время в качестве названия государства всё чаще начинает употребляться слово Черногория (серб. Црна Гора). К 1499 году Османская империя подчинила себе практически всю территорию Черногории, которая, однако, вскоре получила значительную автономию (1513). Династия Черноевичей управляла страной ещё до 1516 года, когда последний князь Георгий V Черноевич из-за постоянных турецких нападений эмигрировал в Италию.

## Черногорская (Цетинская) митрополия

### Митрополиты-владыки
С 1516 по 1852 год Черногория была теократической монархией, ей управляли митрополиты-владыки, но светскими делами при них до 1697 года занимались специально назначаемые гувернадуры.
| №  | Имя                           | Годы правления | Комментарии                        |
| -- | ----------------------------- | -------------- | ---------------------------------- |
| 1  | Вавила                        | 1516—1520      | Митрополит Черногории с 1493 года. |
| 2  | Герман II                     | 1520—1530      |                                    |
| 3  | Павел                         | 1530—1532      |                                    |
| 4  | Василий I                     | 1532—1540      |                                    |
| 5  | Никодим                       | ок. 1540       |                                    |
| 6  | Ромил                         | 1540—1559?     |                                    |
| 7  | Макарий                       | 1560?—1561?    |                                    |
| 8  | Дионисий                      | ок. 1558       |                                    |
| 9  | Руфим I                       | 1561—1569      |                                    |
| 10 | Пахомий II Команин            | 1569?—1579?    |                                    |
| 11 | Герасим                       | 1575?—1582     |                                    |
| 12 | Вениамин                      | 1582—1591      |                                    |
| 13 | Никанор                       | 1591—1593      | Совместно с владыкой Стефаном.     |
| 14 | Стефан                        | 1591—1593      | Совместно с владыкой Никанором.    |
| 15 | Руфим II Больевич-Негош       | 1593—1636?     |                                    |
| 16 | Мардарий I Корнечанин         | 1639?—1649?    |                                    |
| 17 | Виссарион II                  | 1649?—1659?    |                                    |
| 18 | Мардарий II Корнечанин        | 1659?—1673?    |                                    |
| 19 | Руфим III Больевич            | 1673?—1685     |                                    |
| 20 | Василий II Великрасич         | ок. 1685       |                                    |
| 21 | Виссарион III Борилович-Байца | 1685?—1692?    |                                    |
| 22 | Савва I Калудьерович (Очинич) | 1694—1697      |                                    |

### Петровичи-Негоши
В 1697 году митрополит-владыка Данило Негош объединил в своих руках духовную и светскую власть и начал передавать её по наследству, основав династию Петровичей-Негошей.
| № | Имя                        | Портрет                    | Родился        | Умер            | Годы правления | Комментарии |
| - | -------------------------- | -------------------------- | -------------- | --------------- | --- | --- |
| 1 | Данило I Петрович-Негош    | Данило I Петрович-Негош    | ок. 1670       | 11 января 1735  | 1697 — 11 января 1735 | Основатель династии Петровичей-Негошей. Установил политические связи с Россией (1711). Боролся с племенным сепаратизмом, создал судебный орган, состоявший из 12 племенных старейшин (1713). При нём Черногория участвовала в русско-турецкой войне 1710—1713 годов. |
| 2 | Савва II Петрович-Негош    | Савва II Петрович-Негош    | 18 января 1702 | 9 марта 1782    | 22 января 1735 — 1750 единолично; 1750 — 10 марта 1766 соправитель двоюродного брата Василия III; 10 марта 1766 — 2 ноября 1767 единолично; 2 ноября 1767 — октябрь 1773 соправитель Стефана Малого; октябрь 1773 — 1781 единолично; 1781 — 9 марта 1782 соправитель Арсения Пламенаца; | Племянник Данило Петровича-Негоша. Соправитель Василия Петровича-Негоша и Стефана Малого. В 1768 г. выдвинул в качестве своего помощника и преемника Арсения Пламенаца. |
| 3 | Василий III Петрович-Негош | Василий III Петрович-Негош | 1709           | 10 марта 1766   | 1750 — 10 марта 1766 соправитель двоюродного брата Саввы II; | Племянник Данило Петровича-Негоша. Соправитель Саввы Петровича-Негоша. |
| 4 | Стефан (Шчепан) Малый      | Стефан (Шчепан) Малый      | ?              | октябрь 1773    | 2 ноября 1767 — октябрь 1773 верховный правитель Черногории (царь) при митрополите Савве II; убит греком Станко Класомуньей, подкупленным турецким пашой; | Самозванец, выдававший себя за русского императора Петра III. Боролся с турецкой и венецианской экспансиями, стремясь поддерживать мир в стране. Провёл судебную реформу, отделил церковь от государства. |
| 5 | Арсений Пламенац           |                            | ?              | 15 мая 1784     | 1781 — март 1782 соправитель Саввы II в качестве епископа с 1768 г.;, митрополита с 1781, единолично март 1782 — 15 мая 1784 его власть оспаривал Пётр I; | Племянник Саввы Петровича-Негоша, который выдвинул его в качестве своего помощника. После смерти Саввы боролся за митрополичий престол с Петром Петровичем-Негошем. |
| 6 | Петр I Петрович-Негош      | Пётр I Петрович-Негош      | 1748           | 18 октября 1830 | март 1782 — 15 мая 1784 его власть оспаривал Арсений Пламенац; 15 мая 1784 — 18 октября 1830 единолично; | Племянник Василия Петровича-Негоша. После смерти Саввы Петровича-Негоша оспаривал власть Арсения Пламенаца, до смерти последнего в 1784 году. Руководил борьбой черногорского народа за освобождение от турецкого господства в ходе русско-турецкой войны 1806-1812 годов. При нём Черногория добилась фактической самостоятельности (1796). Боролся с племенным сепаратизмом, укреплял государственную власть, издал «Законник» (1798). Причислен к лику святых под именем Петр Цетинский. |
| 7 | Пётр II Петрович-Негош     | Пётр II Петрович-Негош     | 13 ноября 1813 | 31 октября 1851 | 31 октября 1830 — 31 октября 1851 | Племянник Петра I Петровича-Негоша. Поэт и просветитель. Боролся за независимость Черногории от Турции, пресекал племенной сепаратизм в стране, провёл разграничение черногорско-австрийской границы. Во внешней политике ориентировался на Россию. |
| 8 | Данило II Петрович-Негош   | Данило II Петрович-Негош   | 25 мая 1826    | 1 августа 1860  | ноябрь 1851 — 1 марта 1852 | Внучатый племянник Петра I Петровича-Негоша. 1 марта 1852 года преобразовал страну в светскую монархию, сняв с себя сан митрополита и приняв титул князя. |

## Княжество Черногория
| № | Имя                     | Портрет                 | Годы жизни | Начало полномочий | Конец полномочий                                     | Комментарии |
| - | ----------------------- | ----------------------- | ---------- | ----------------- | ---------------------------------------------------- | --- |
| 1 | Данило I Петрович-Негош | Данило I Петрович-Негош | 1826— 1860 | 1 марта 1852      | 1 августа 1860 убит черногорским эмигрантом Кадичем; | Преобразовал страну в светскую монархию (1852). Реорганизовал государственный аппарат и армию, ограничил племенной сепаратизм. Издал «Общий законник черногорский» (1855). Добивался международного признания суверенитета Черногории. При нём Черногория участвовала в войне с Османской империей, разбив её войска в битве при Грахово (1858).                                |
| 2 | Никола I Петрович-Негош | Никола I Петрович-Негош | 1841— 1921 | 1 августа 1860    | 28 августа 1910                                      | Племянник Данило I Петровича-Негоша. Проводил политику, направленную на укрепление самодержавия, хотя был вынужден под давлением общественного движения принять конституцию (1905). Во внешней политике ориентировался главным образом на Россию. При нём Черногория участвовала в войнах против Османской империи (1862, 1876-1878). 28 августа 1910 года принял титул короля. |

## Королевство Черногория
| № | Имя                     | Портрет                 | Годы жизни | Начало полномочий | Конец полномочий | Комментарии |
| - | ----------------------- | ----------------------- | ---------- | ----------------- | ---------------- | --- |
| 1 | Никола I Петрович-Негош | Никола I Петрович-Негош | 1841— 1921 | 28 августа 1910   | 26 ноября 1918   | Принял титул короля (1910). При нём Черногория участвовала в Балканских войнах (1912-1913), Первой мировой войне (1914-1918) В январе 1916 года, после оккупации Черногории Австро-Венгрией, бежал во Францию, но продолжал претендовать на трон до своей смерти. |

## Черногория в составе королевства Югославия (1918—1941)
26 ноября 1918 года Черногория официально вошла в состав Королевства Сербов, Хорватов и Словенцев, а 3 октября 1929 стала частью Королевства Югославия.

## Королевство Черногория (1941—1944)
С 12 июня 1941 года по 1943 год Черногория была оккупирована войсками государств фашистского блока, страна была объявлена королевством, фактически оставаясь сателлитом Италии. Престол был предложен последнему внуку Николы I Петровича князю Михаилу Петровичу-Негошу, но он отказался от короны, объявив о поддержке своего двоюродного брата, молодого Петра II Карагеоргиевича. Два князя из рода Романовых, Николай Романович Романов и его отец Роман Петрович Романов также отказались от короны. Королевский престол оставался вакантным до 1944 года, когда территория страны была полностью освобождена от оккупантов.
| № | Имя                      | Портрет | Годы жизни | Начало полномочий | Конец полномочий | Комментарии |
| - | ------------------------ | ------- | ---------- | ----------------- | ---------------- | --- |
| 1 | Алессандро Пирцио Бироли |         | 1877— 1962 | 17 апреля 1941    | 29 апреля 1941   | В феврале 1941 года был назначен командующим 9-й армией, сражавшейся против греческих войск на Албанском фронте. В апреле 1941 года — командующий войсками в Черногории и районе Каттаро. |

| № | Имя                | Портрет | Годы жизни | Начало полномочий | Конец полномочий                                                                                      | Комментарии |
| - | ------------------ | ------- | ---------- | ----------------- | --- | --- |
| 1 | Серафино Маццолини |         | 1890— 1945 | 23 апреля 1941    | 17 мая 1941 единолично; 17 мая — 22 мая 1941 официально страной управлял губернатор Михайло Иванович; | До назначения на должность комиссара имел опыт службы в Черногории: с 1932 по 1936 год являлся полномочным министром (послом) Италии в Цетине. |

| № | Имя                | Портрет | Годы жизни | Начало полномочий | Конец полномочий                                                      | Комментарии |
| - | ------------------ | ------- | ---------- | ----------------- | --------------------------------------------------------------------- | ----------- |
| 1 | Серафино Маццолини |         | 1890— 1945 | 22 мая 1941       | 12 июля 1941 официально страной управлял губернатор Михайло Иванович; |             |

| № | Имя                | Портрет | Годы жизни | Начало полномочий | Конец полномочий                                                      | Комментарии |
| - | ------------------ | ------- | ---------- | ----------------- | --------------------------------------------------------------------- | ----------- |
| 1 | Серафино Маццолини |         | 1890— 1945 | 12 июля 1941      | 23 июля 1941 официально страной управлял губернатор Михайло Иванович; |             |

| № | Имя                      | Портрет | Годы жизни | Начало полномочий | Конец полномочий                                             | Комментарии |
| - | ------------------------ | ------- | ---------- | ----------------- | ------------------------------------------------------------ | --- |
| 1 | Михайло Иванович         |         | 1874— 1949 | 17 мая 1941       | 23 июля 1941 фактически страной управлял Серафино Маццолини; | Был одним из лидеров Черногорской федералистской партии. В 1941 году стал губернатором Черногории, но лишь номинально.                                        |
| 2 | Алессандро Пирцио Бироли |         | 1877— 1962 | 23 июля 1941      | 13 июля 1943                                                 | Командующий итальянскими войсками Черногории. Руководил установлением в стране оккупационного режима, безуспешно пытался справиться с партизанским движением. |
| 3 | Курио Барбасетти ди Прун |         | 1885—1962  | 13 июля 1943      | 10 сентября 1943                                             | |

| № | Имя              | Портрет | Годы жизни | Начало полномочий | Конец полномочий | Комментарии                                                                                                  |
| - | ---------------- | ------- | ---------- | ----------------- | ---------------- | --- |
| 1 | Теодор Гайб      |         | 1885—1944  | 10 сентября 1943  | 1 июня 1944      | В 1943 году в Черногорию были введены войска Германии. Итальянскую администрацию в регионе сменила немецкая. |
| 2 | Вильгельм Кайпер |         | 1893—1957  | 1 июня 1944       | 15 декабря 1944  | В 1944 году Черногория была освобождена НОАЮ.                                                                |

## Черногория в составе республики Югославия (1945—1992)
После окончания Второй мировой войны Черногория стала частью Федеративной Народной Республики Югославия (29.11.1945), затем получила статус Народной республики в её составе (31.01.1946). После преобразования ФНРЮ в Социалистическую Федеративную Республику Югославию, Черногория стала Социалистической республикой в составе СФРЮ (07.07.1963).

## Черногория в составе федерации Югославия (1992—2006)
С 28 апреля 1992 года по 4 февраля 2003 года Республика Черногория являлась членом федерации Союзная Республика Югославия, затем была участником конфедеративного союза Сербия и Черногория (04.02.2003—03.06.2006).

## Черногория(с 2006)
3 июня 2006 года парламент Черногории по итогам референдума провозгласил независимость страны.
| № | Имя             | Портрет        | Годы жизни | Начало полномочий | Конец полномочий | Комментарии                                                             |
| - | --------------- | -------------- | ---------- | ----------------- | ---------------- | ----------------------------------------------------------------------- |
| 1 | Филип Вуянович  | Филип Вуянович | род. 1954  | 3 июня 2006       | 20 мая 2018      | Выдвинут в президенты от Демократической партии социалистов Черногории. |
| 2 | Мило Джуканович |                | род. 1962  | 20 мая 2018       | 20 мая 2023      | Независимый                                                             |
| 3 | Яков Милатович  |                | род. 1986  | 20 мая 2023       | действующий      | Выдвинут в президенты от партии «Европа сейчас!»                        |